# Rooms 不思議な動く部屋
『Rooms 不思議な動く部屋』（ルームズ ふしぎなうごくへや、Rooms: The Main Building）は、韓国のHandMade Gameが開発し、ハドソンから発売されたパズルゲーム。

## 概要
2008年にビッグ フィッシュ ゲームズよりWin/Mac版が北米で発売。その後、ハドソンが販売権を取得し、2010年4月29日にニンテンドーDS版およびWii版が、2011年1月27日にiPad版（同年2月9日のアップデートでiPhone / iPod touchにも対応）が発売された。
バラバラになった部屋で構成された「ルームズ・ストリート」に連れて来られた青年クリスが、不思議な本「ミスター・ブック」の導きで黄金のパズルピースを集めて、現実世界への帰還を目指す。
ルームズ・マンションの部屋を15パズルのようにスライドさせつつギミックを用いて出口を目指すパズルと、部屋で得たアイテムを用いて「ルームズ・ストリート」の謎を解く脱出ゲームで構成されている。
DS版はステージエディット（DSワイヤレスプレイで交換可能）が付いているほか、画面が狭いため、上画面に部屋の全体図、下画面に拡大図が表示される。Wii版は対戦専用ステージで2人プレイが可能。

## 続編
2018年には続編の『Rooms: The Unsolvable Puzzle』（ルームズ アンとジョージの不思議なパズル）がプリズムプラスより配信開始された。対応機種はPlayStation 4（PlayStation VR対応）、Nintendo Switchで、Switch版には2人協力プレイが追加されている。